# Belize District
Belize District ist einer von sechs Verwaltungsbezirken (Districts) im mittelamerikanischen Staat Belize mit der Provinzhauptstadt Belize City, die gleichzeitig die größte Stadt des Landes ist.
Zum Gebiet des Belize District gehören auch die Inseln Ambergris Caye, Caye Caulker, Long Caye, Moho Caye und St. George’s Caye sowie weitere kleinere Inseln vor der Küste von Belize.

## Städte und Gemeinden
Im Bezirk liegen zwei Städte: Belize City hat den Status einer City, San Pedro den einer Town. Gemeinden (Villages) im Bezirk sind:
- Bermudian Landing
- Biscayne
- Boston
- Burrell Boom
- Caye Caulker
- Crooked Tree
- Double Head Cabbage
- Flowers Bank
- Gales Point
- Gardenia
- Gracie Rock
- Hattieville
- Isabella Bank
- La Democracia
- Ladyville
- Lemonal
- Lord’s Bank
- Lucky Strike
- Mahogany Heights
- Maskall
- Rancho Dolores
- Rockstone Pond
- Sandhill
- Santana
- Scotland Halfmoon
- St. George’s Caye
- St. Paul’s Bank
- Western Paradise
- Willows Bank

## Sehenswürdigkeiten
Etwa 50 km westlich von Belize City befindet sich der Belize National Zoo. Die Maya-Ruinen von Altun Ha befinden sich ebenfalls im Belize District.